# Papa Jack Laine
George Vetiala "Papa Jack" Laine (ur. 21 września 1873 w Nowym Orleanie, zm. 1 czerwca 1966 tamże) – amerykański perkusista jazzowy i łowca talentów muzycznych.

## Życiorys
Karierę muzyczną zaczął bardzo wcześnie – już w wieku 15 lat grał na kontrabasie i althornie. Utrzymywał się z pracy w kuźni jako kowal. W wieku 25 lat został na krótko wcielony do armii z powodu wybuchu wojny amerykańsko-hiszpańskiej. W 1888 roku założył pierwszą grupę muzyczną, a kilka lat później został liderem "Reliance Brass Band", która istniała 40 lat, pomimo przejścia Laine'a na emeryturę w 1917 roku.

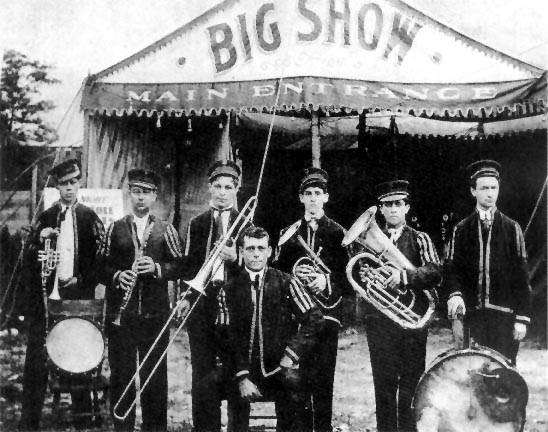
Jack Laine wraz z zespołem w 1910 roku. Na wprost siedzi Papa Laine, stoją od lewej kolejno: Manuel Mello (kornet), Alcide "Yellow" Nunez (klarnet), Leonce Mello (trąbka), syn Jacka – Alfred "Baby" Laine (althorn), "Chink" Martin Abraham (bass horn) i Tim Harris (perkusja)

Przy ulicy Exchange Alley, między Canal i Bienville, prowadził prowizoryczne biuro dla muzyków poszukujących pracy. Jego usługi były bardzo popularne w Nowym Orleanie, z biegiem czasu stał się łowcą talentów i ta rola zapewniła mu największy rozgłos – po latach zyskał określenie "ojca białego jazzu" (jako że wypromował głównie białych muzyków, którzy wykonywali popularny przed I wojną światową dixieland). Dzięki Laine'nowi sławę zyskali m.in. George Brunies i Sharkey Bonano, późniejsi członkowie Original Dixieland Jass Band.
W 1895 ożenił się z córką kubańskiego imigranta, Blanche Nunez. Miał dwoje dzieci, Alfreda (ur. 1895) i Almę (ur. 1901). Zmarł w swoim rodzinnym mieście w 1 czerwca 1966 roku.